# Igelkott
Igelkott (Erinaceus europaeus) är ett marklevande djur med en västpalearktisk utbredning som tillhör familjen igelkottdjur (Erinaceidae). Som skydd mot predation är den på ovansidan klädd med taggar och den lever av insekter, maskar och mångfotingar.
Arten drabbades under en period hårt av miljögifter och trafik. Igelkotten kom i Sverige till på rödlistan 2020 och sattes längst ner på listan "Nära hotad".

## Etymologi
Namnet finns belagt sedan första halvan av 1400-talet som fornsvenska: egelkotther, senare även formerna ighulkutter, ighilkotter (jämför fornnordiska: ígulkǫttr). Andra tidiga namn är fornsvenska: ighulborster (”igelborste”) och enkelformen av förledet ighul, den senare motsvarande äldre danska: egel, jævel, medellågtyska: egel, medelhögtyska: igil, tyska: igel, igil, igl, il, sannolikt till en germansk grundform eȝila- (eȝula-, eȝala-) till roten egh- (”sticka”) som återfinnes i klassisk grekiska: ἐχῖνος (echínos, ”igelkott, sjöborre, kastanjskal”). Möjliga besläktade ord är igel och iggling, längre tillbaka möjligen även egg och aga med mera.
Efterledet, kott eller kotte är samma ord som frökapseln kotte och betecknade ursprungligen ett rundat föremål.

### Bygdemål
| Namn        | Trakt                        | Anteckning                                      | Referens |
| Igelkôttaso | Närke                        |                                                 | [ 8 ]    |
| Piggaso     | Värmland                     |                                                 |          |
| Piggsvin    | Många landskap               | Förväxla ej med jordpiggsvin eller trädpiggsvin |          |
| Pingso      | Skåne                        |                                                 |          |
| Pinnagys    | Gotland                      |                                                 |          |
| Pinnegys    | Gotland                      |                                                 |          |
| Pinngalt    | Gotland                      |                                                 |          |
| Pinngylta   | Gotland                      |                                                 |          |
| Pinnso      | Götaland                     | Avser enbart honor, jämför so och sugga         |          |
| Pinnaso     |                              | Avser enbart honor, jämför so och sugga         |          |
| Pinneso     |                              | Avser enbart honor, jämför so och sugga         |          |
| Pennaso     |                              | Avser enbart honor, jämför so och sugga         |          |
| Penneso     |                              | Avser enbart honor, jämför so och sugga         |          |
| Pinnsugga   | Halland, Skåne, Östergötland |                                                 |          |
| Pinnsvein   | Götaland                     |                                                 | [ 9 ]    |
| Pinnsvin    | Gotland                      |                                                 |          |

## Utseende och anatomi

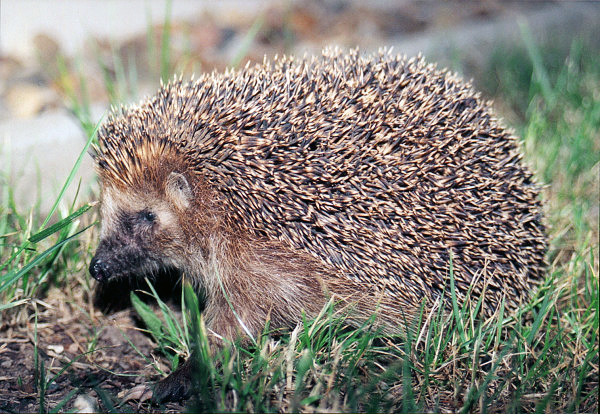
En fullvuxen igelkott.

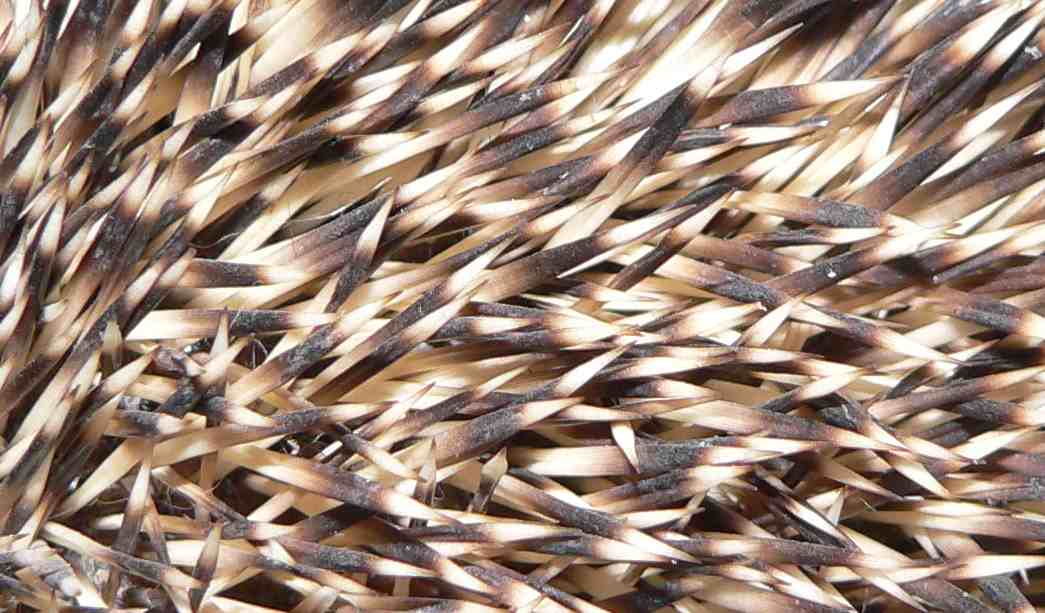
Närbild på taggarna.

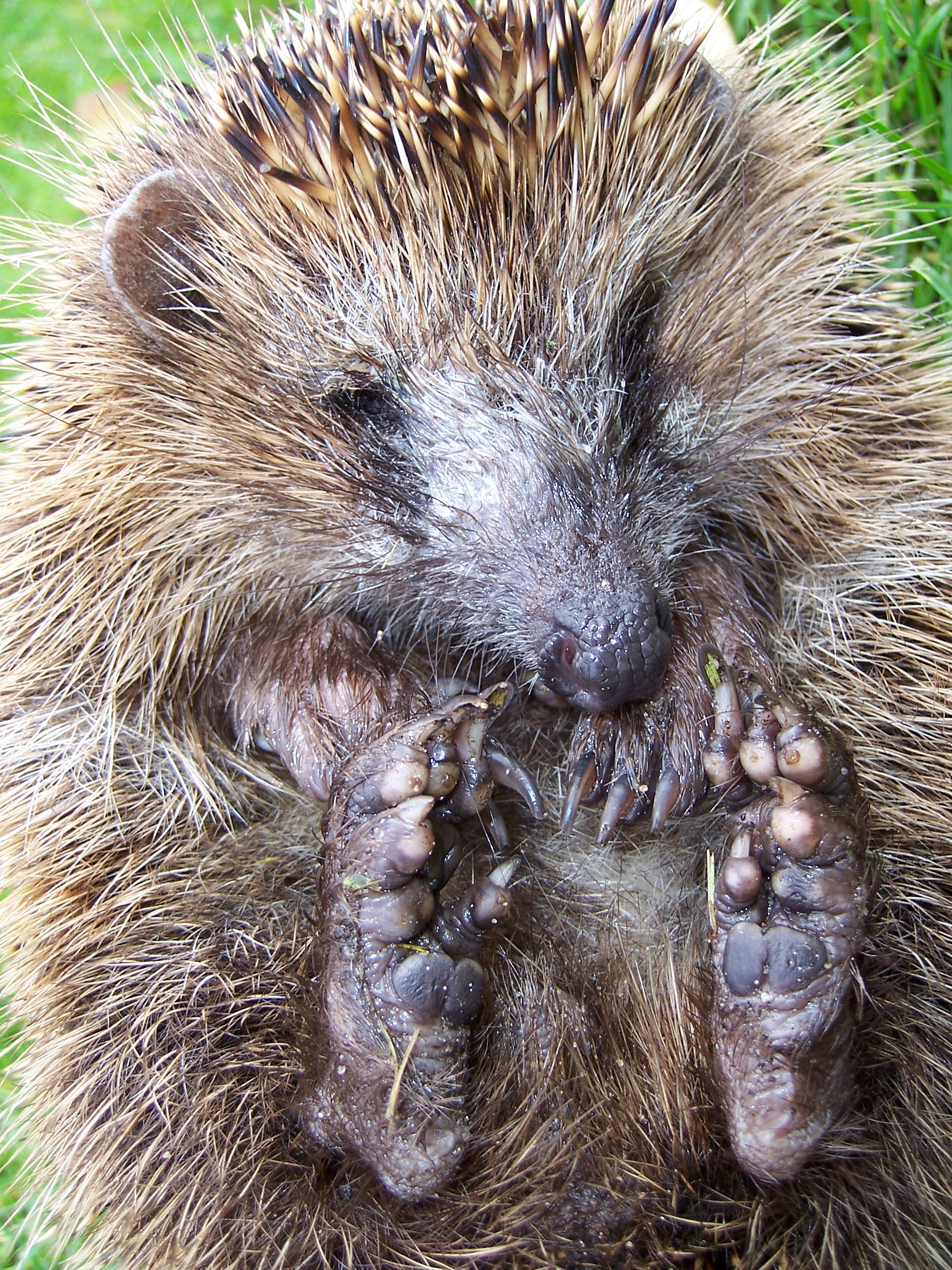
Närbild på igelkottens undersida.

Igelkottar har korta extremiteter och de bakre är lite längre än de främre. Varje fot har fem kloförsedda tår. Den andra, tredje och fjärde tån är nästan lika långa och den femte liksom den första är kortare med mindre klor. De är hälgångare, som sätter hela fotens undersida på marken.
Som fullvuxen är igelkotten 20–30 centimeter lång, varav svansen utgör cirka två centimeter. Vikten varierar beroende på individ, ålder och årstid. Efter det första levnadsåret väger igelkottar vanligen mellan 450 och 680 gram. På sensommaren har de vuxna individerna byggt upp ett fettskikt för att överleva vinterhalvåret. Som mest kan en vuxen igelkott väga upp till 1 500 gram i Storbritannien; på kontinenten kan de bli betydligt större. Efter vinterdvalan då alla reserver förbrukats, kan den väga så litet som 350 gram.
Den har en lång och rörlig nos. Igelkotten har 36 tänder och tandformeln är 3/2 – 1/1 – 2/3 – 3/3. I varje hälft av övre käken finns alltså tre framtänder, en hörntand, två premolarer och tre molarer. En hälft av underkäken har däremot två framtänder, en hörntand, tre premolarer och tre molarer. Framtänderna i övre käken har längre avstånd från varandra så att de undre framtänderna passar i luckan. Som hos flera andra insektsätare är alla tänder kraftigt utvecklade.
Ögonen är runda och små. Med en längd av cirka en centimeter är även öronen små och nästan gömda i pälsen. Deras syn är mindre utvecklad och spelar antagligen ingen större roll vid födosök. Åtminstone ett exempel på en nästan helt blind igelkott som ändå inte uppvisade försämrad fitness har konstaterats. Det finns till och med belägg för att blinda igelkottar framgångsrikt har fött ungar. När igelkotten söker föda använder den huvudsakligen luktsinnet, även hörseln är väl utvecklad. Den är ett av de djur som nyttjar det jacobsonska organet. Med hjälp av organet uppfattas troligtvis signaler från det motsatta könets doftkörtlar.
Hanarnas penisöppning befinner sig cirka fem centimeter från analöppningen medan honornas könsöppning bara ligger två centimeter från analöppningen. Hanarnas testiklar är inte synliga utvändigt.

### Taggar
Hela djurets överkropp och huvudets ovansida är täckta med taggar. Deras antal beror på djurets storlek. Unga igelkottar som just har lämnat boet har ungefär 3 000 taggar. En fullvuxen igelkott med en vikt på omkring 600 gram har cirka 5 000 taggar och särskilt stora exemplar har upp till 7 500 taggar. Taggarna är modifierade hår med en längd på 20–30 millimeter och en diameter på en–två millimeter. Varje tagg har en varaktighet på från tolv till arton månader innan den faller av för att skapa plats åt en ny tagg. Taggarna är vid roten vitaktiga och skiftar sedan uppåt färg till brunt. Precis innan den vita spetsen är färgen som mörkast. Särskilt hos unga individer, men ibland även hos äldre exemplar, är taggen vid denna färgövergång nästan svart.

### Genetiska variationer

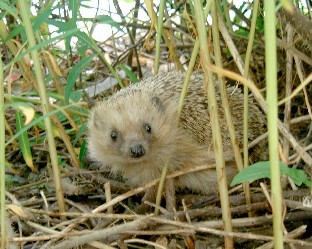
En leucistisk igelkott.

Det förekommer leucistiska igelkottar vilket främst resulterar i att deras taggar är vitaktiga. Det förekommer även partiell leucism vilket resulterar i ljusa partier i ett begränsat område. Vissa av dessa djur har fortfarande ljusbrun päls på buken medan andra har krämfärgad päls. Dock har de alla svarta ögon och inte röda. På ön Alderney finns ett för populationen mycket stort antal leucistiska igelkottar; vissa uppger att det skulle utgöra så mycket som 25 procent av öns igelkottspopulation. Igelkotten introducerades till ön först någon gång efter 1810 och man tror att någon av de första igelkottarna som introducerades till ön bar på det recessiva anlaget för leucism. På grund av öns avsaknad av däggrovdjur så har dessa ljusa igelkottar klarat sig bättre på ön än på fastlandet.
Det finns även albinism bland igelkottar. Dessa har helt vita taggar, vit päls, rosa hud och röda ögon. Vuxna albinistiska igelkottar är mycket ovanliga. Dock har de en något större sannolikhet att klara sig än många andra albinistiska djur. På grund av att igelkottar är aktiva nattetid är den förhöjda ljuskänsligheten som karaktäriserar djur med albinism inte en lika stor nackdel. De är inte heller lika hotade av fiender som albinistiska individer hos andra djurarter. Sammantaget resulterar detta i att det förekommer en högre kvot av fullvuxna albinistiska individer av igelkott än hos andra många andra djurarter.
Till skillnad från många däggdjur så har det aldrig dokumenterats en enda melanistisk igelkott.
Det förekommer mycket sällan att det föds igelkottar som varken producerar taggar eller päls. När så ändå sker beror det på en genetisk avvikelse som förmodligen påverkar keratinproduktionen och resultatet blir en naken igelkott. Av förståeliga skäl förekommer denna genetiska variation över huvud taget inte bland vuxna igelkottar ute i naturen. Däremot förekommer det ”nakna” eller ”halvnakna” igelkottar vilka tappar päls och taggar på grund av olika sjukdomar eller parasiter.

### Läten
När igelkottar undersöker sin omgivning utstöter de vanligtvis svaga läten som liknar flåsanden och nysningar. Lätena åtföljs oftast av ett rasslande när de går genom tät undervegetation. Ibland hörs också smackande och knakande ljud som visar att igelkotten har hittat något ätbart.
Ett tydligare gnällande läte hörs när de vanligtvis ensamlevande igelkottarna träffar på varandra i närheten av ett matställe. Gnällandet höjer sig till ett skarpare flåsande eller fräsande när igelkotten känner sig hotad. Några beskrivningar nämner även ett udda skrik som läte. Troligtvis skriker igelkottar bara under akut hotfulla situationer. Annars är igelkottens läte under parningen högljutt. Dessa läten liknar snarkningar eller ljudet från en såg.
Juvenila igelkottar som ännu inte lämnat sin moder har ett skriande läte som de utstöter när de är rädda eller kallar på modern.

## Systematik
Igelkotten tillhör släktet Erinaceus som även omfattar de tre andra arterna, östlig igelkott (E. concolor), E. amurensis och E. roumanicus. Släktet Erinaceus ingår i underfamiljen igelkottar (Erinaceinae) som i sin tur är en av två grupper i familjen igelkottdjur (Erinaceidae).
Arterna inom familjen igelkottdjur tillhör antagligen några av de äldsta däggdjuren. Det är känt att igelkottar existerade redan för 65 miljoner år sedan (under paleocen). De äldsta individerna av underfamiljen Erinaceinae uppkom under oligocen och släktet Erinaceus bildades under miocen, för cirka 23 miljoner år sedan.
Östlig igelkott som i vissa regioner förekommer tillsammans med ”vanlig igelkott” betraktades tidigare som en underart. Ibland betecknas de bägge arterna tillsammans som ”europeisk igelkott”, men detta är ingen vedertagen vetenskaplig term. Idag anses det med stort sannolikhet att istiden (pleistocen) skilde två populationer från varandra. Den ena populationen förblev i Spanien, Frankrike och Italien medan den andra överlevde i Sydösteuropa. Denna geografiska separation som varade i cirka 700 000 år resulterade i uppkomsten av två arter.

## Utbredning

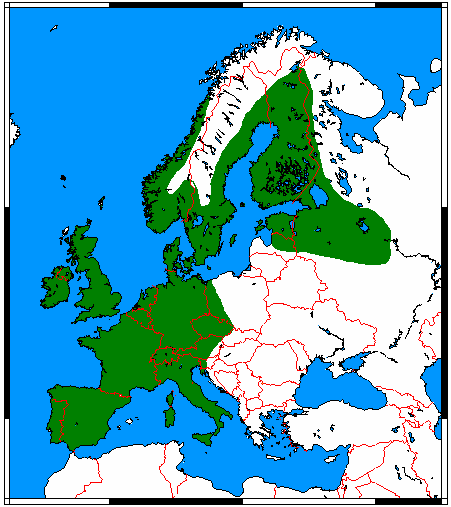
Utbredningsområde i Europa enligt IUCN

Igelkotten lever i större delar av Västeuropa, Centraleuropa, på Brittiska öarna, på Iberiska halvön, i Italien, på flera öar i Medelhavet, på Balkan, i södra Finland, i delar av Europeiska Ryssland och i större delen av Skandinavien. Utifrån observationer antas utbredningen i Skandinavien ha ökat under 1900-talet.
I ett cirka 200 km brett område som sträcker sig från västra Polen över östra Österrike till Adriatiska havet överlappar utbredningsområdet med utbredningsområdet för arten östlig igelkott. Igelkottar introducerades under senare hälften av 1800-talet på Nya Zeeland, där de har ökat betydligt i antal. Den har också nyligen introducerats på Azorerna där den har observerats sedan 1990-talet.

### Förekomst i Sverige och Finland
I Sverige förekommer den allmänt i landets södra och mellersta delar samt mer eller mindre allmänt längs norrlandskusten upp till Haparanda. Isolerade bestånd hittar man kring små samhällen i Norrlands inland. Dessa har förmodligen uppkommit genom inplantering. Igelkottarna på Gotland infördes från svenska fastlandet av stenåldersmänniskor.
I Finland, där igelkotten betraktas som en väletablerad art, är den främst observerad i den södra halvan av landet, men med enstaka fynd norrut upp till Kemi träsk.

## Ekologi

### Habitat

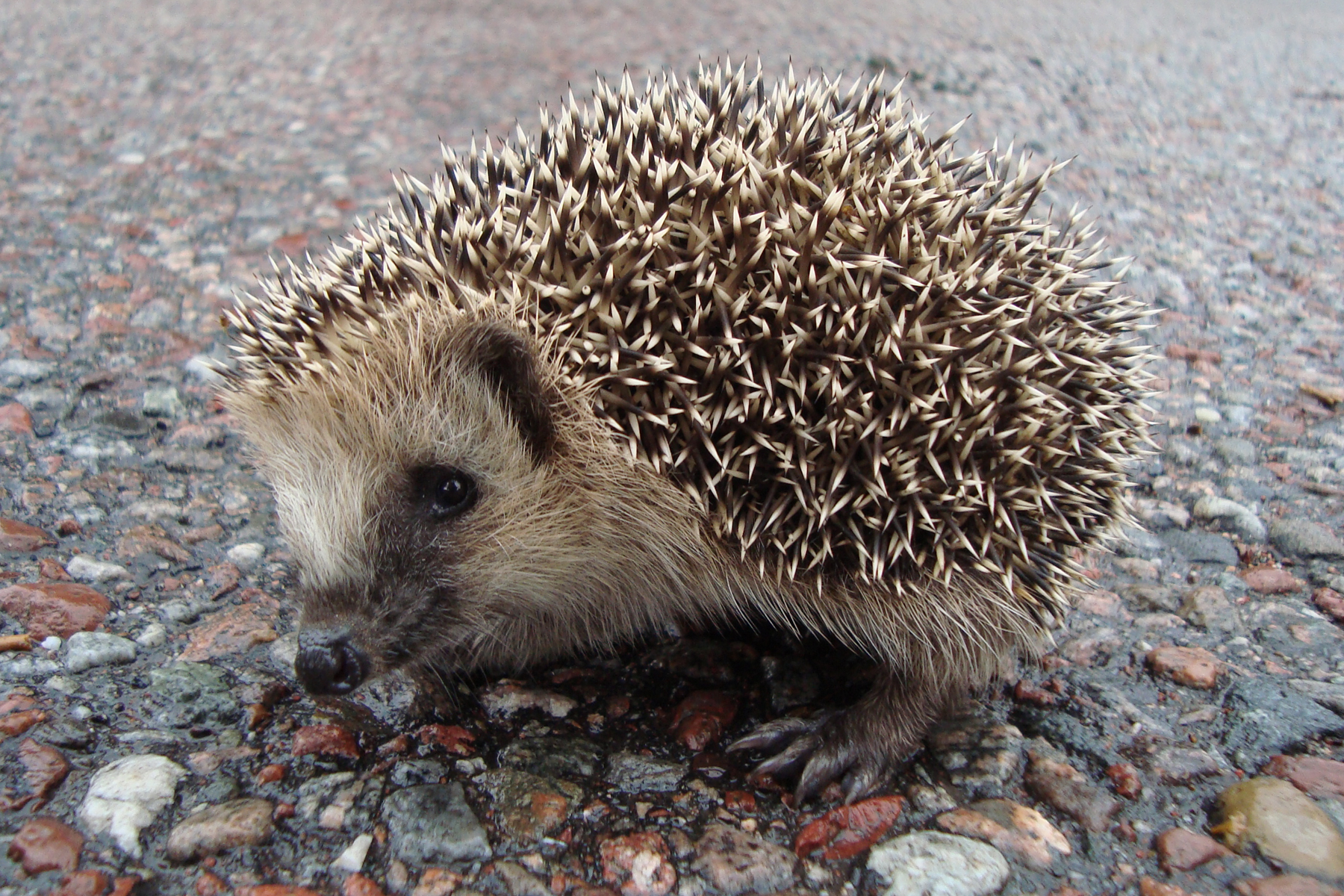
Ung igelkott i ett villaområde.

Igelkottar föredrar ett omväxlande landskap med häckar, buskar, växter som bara höjer sig lite över marken, ängar, mindre trädansamlingar eller döda trädstammar och ibland även ytor med grus. De förekommer även vid kanten av lövskogar. De undviker däremot barrskogar, områden som helt saknar träd eller buskar och blöta habitat som träskmarker. De vilar i buskar, i håligheter i träd och i bergssprickor. Ibland använder de bon som har lämnats av andra däggdjur. Idag påträffas igelkottar huvudsakligen på ängar med några fruktträd, i naturnära trädgårdar, i parker och på kyrkogårdar samt vid utkanten av städer och byar. Som kulturföljare kan de ibland kompensera förlusten av levnadsområdet i andra regioner.

### Föda

#### Viktiga beståndsdelar

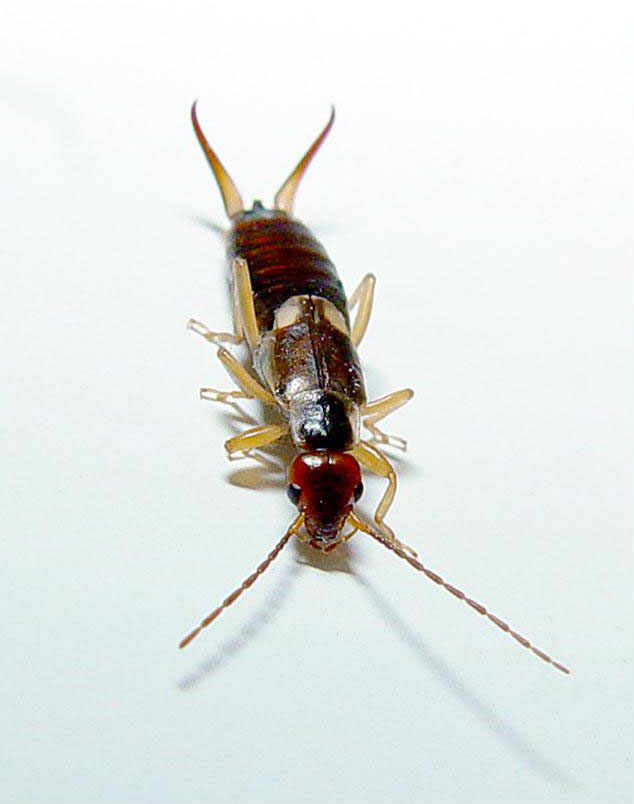
Tvestjärtar är betydande bytesdjur för igelkottar.

Igelkotten livnär sig huvudsakligen på insekter, däribland jordlöpare och andra skalbaggar, tvestjärtar och fjärilslarver, men även av mångfotingar och daggmaskar. Igelkotten äter nakna snäckor, till exempel sniglar, men dessa utgör bara en till fem procent av igelkottens föda. Igelkotten lämnar oftast snäckor (det vill säga landbaserade blötdjur med skal) orörda, troligtvis för att den har svårt att bita sönder deras skal.
Gräsmarker som betas extensivt av boskapsdjur är troligtvis bland de bästa platser för igelkottar att hitta byte. Ibland vandrar de upp till en kilometer per natt på liknande områden under letandet efter föda. Igelkotten äter även mindre däggdjur som möss och sorkar. Av dessa tar igelkotten nästan bara unga, nakna, blinda individer, som den hittar slumpmässigt. Igelkotten är inte tillräckligt snabb och har inte heller tänder som krävs för att jaga vuxna individer av dessa djur. Å andra sidan äter igelkotten as och tar döda individer av de nämnda däggdjuren som föda.
Under tiden som igelkotten uppfostrar sina ungar, utgör fågelägg och ungfåglar en större andel av födan. Igelkotten kan inte knäcka ägg av tamhöns, men tar ibland nykläckta kycklingar som byte. Mindre ägg som läggs av markhäckande fåglar utgör dock en del av igelkottens föda, som ägg av måsar, tärnor, lärkor, fasan och rapphöna samt av piplärkor.
Pat Morris nämner en studie av fälthöns som konstaterar att de förlorar fler ägg och ungfåglar genom jordbruksmaskiner än på grund av igelkotten. Trots allt utgör igelkotten, på öar där den har införts, stundom ett hot mot markhäckande fåglar. Igelkotten är dock en omnivor och äter även svampar och frukter, t.ex. övermogen fallfrukt under hösttiden. Igelkotten tål den spanska flugans gift kantaridin, som annars är giftig för andra djur.

### Myter kring föda
I äldre litteratur hittas ibland uppgiften att igelkottar i stor utsträckning äter ormar. Dessa djur träffar bara sällan på varandra då igelkotten är aktiv på natten och ormar huvudsakligen på dagen. Det är sant att igelkottar kan utstå större mängder av ormgift än andra djur med samma storlek, men ormar ingår så gott som aldrig i dess föda. Det förekommer bara att igelkotten äter orm, om den råkar hitta en redan död orm.
En annan myt är att igelkottar bär födan på taggarna. Trots att blad och frukter ibland fastnar på taggarna, utgör de vanligen ingen föda. De får detta besvärande påhäng slumpmässigt under sina vandringar, men de anstränger sig inte särskilt för att bli av med det.
Ytterligare en myt påstår att igelkottar dricker mjölk från vilande kor vilket är fysiskt omöjligt, bland annat för att igelkottens mun är för liten för kons spenar. Allmänt dricker igelkottar gärna från ett fat med komjölk, men de är laktosintoleranta och får diarré av komjölk, varför detta bör undvikas.

### Aktivitet och socialt beteende

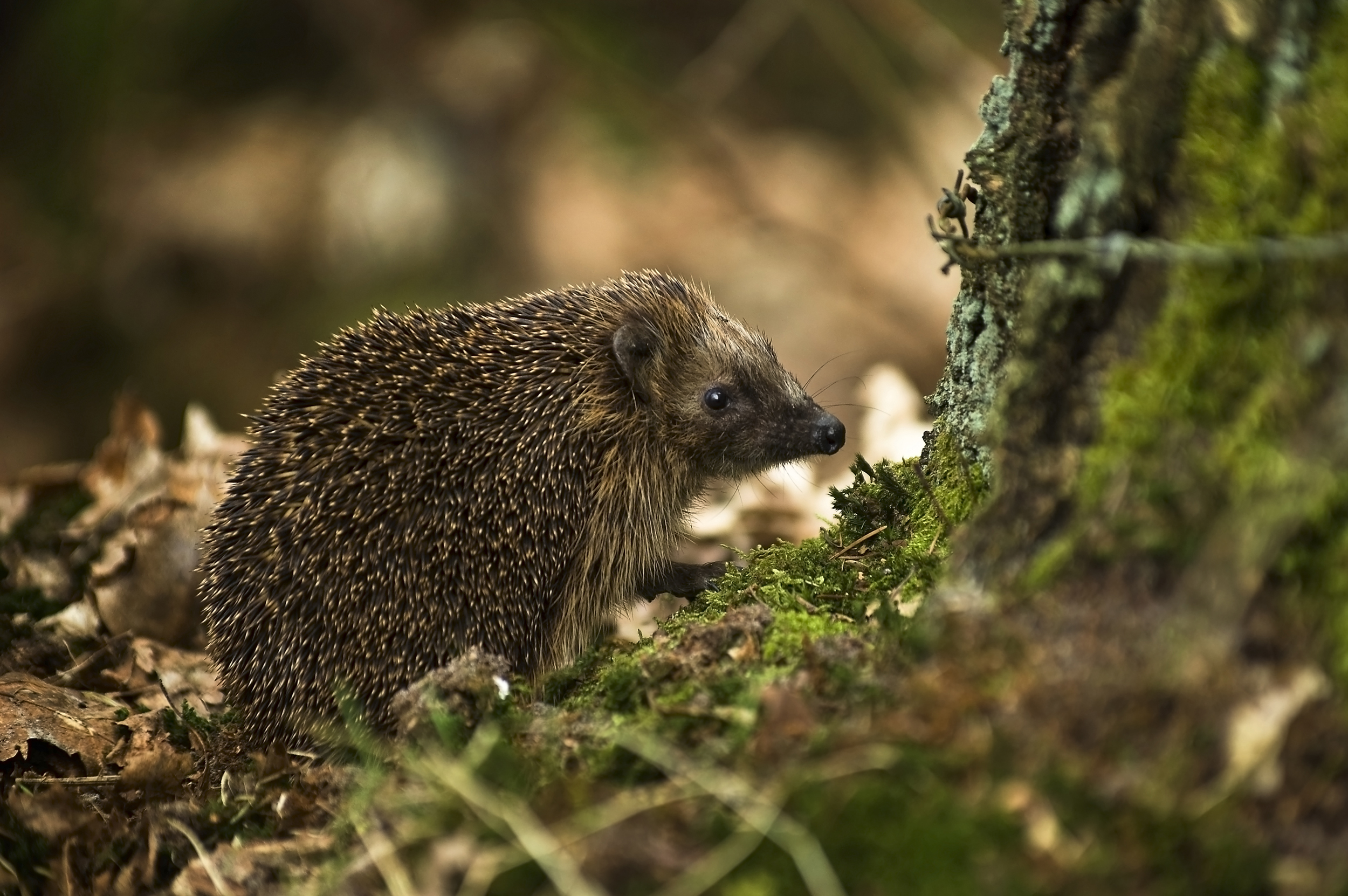
Igelkott i skogen.

Som alla igelkottar i underfamiljen Erinaceinae är denna art aktiv i gryningen och under natten. Under dagen sover igelkotten i sitt bo. Det finns två tidsperioder där igelkotten är aktivast. Den första ligger mellan klockan 18 och 21, den andra mellan midnatt och klockan tre.
Igelkotten sover cirka 18 timmar om dygnet, då den inte ligger i dvala.
Hanar vandrar regelbundet genom ett revir som kan vara 100 hektar stort. Honor har däremot territorier som sällan är större än 30 hektar. Allmänt vistas igelkottar hela livet i samma område. Fördelade över hela reviret finns flera bon av gräs, löv, kvistar och barr som igelkotten uppsöker oregelbundet. På grund av att igelkottar lever ensamma undviker de utanför parningstiden kontakt med artfränder. Reviren är inte särskilt avgränsade mot varandra och överlappar på flera ställen.
Hanar vandrar varje natt två till tre kilometer vid letandet efter föda. Honornas vandringar är något kortare. Undersökningar av individer, bland annat sådana som fått en radiosändare fäst på kroppen, har visat att igelkottar kan simma genom floder. Vanligtvis utgör vattendrag revirets naturliga gräns.

### Salivproduktion
Ibland iakttas igelkottar som producerar stora mängder av skummande saliv som de sedan spottar på sin rygg. Vid dessa tillfällen gör igelkotten olika kroppsrörelser som för människor känns konstiga. Det är inte helt klarlagt vad som orsakar och vad som är följden till detta beteende. Uppförandet sker särskilt ofta när djuret vittrar ett ämne med intensiv lukt. Därför antas att handlingen kanske rensar igelkottens lukt- och smaknerver.

### Att rulla ihop sig

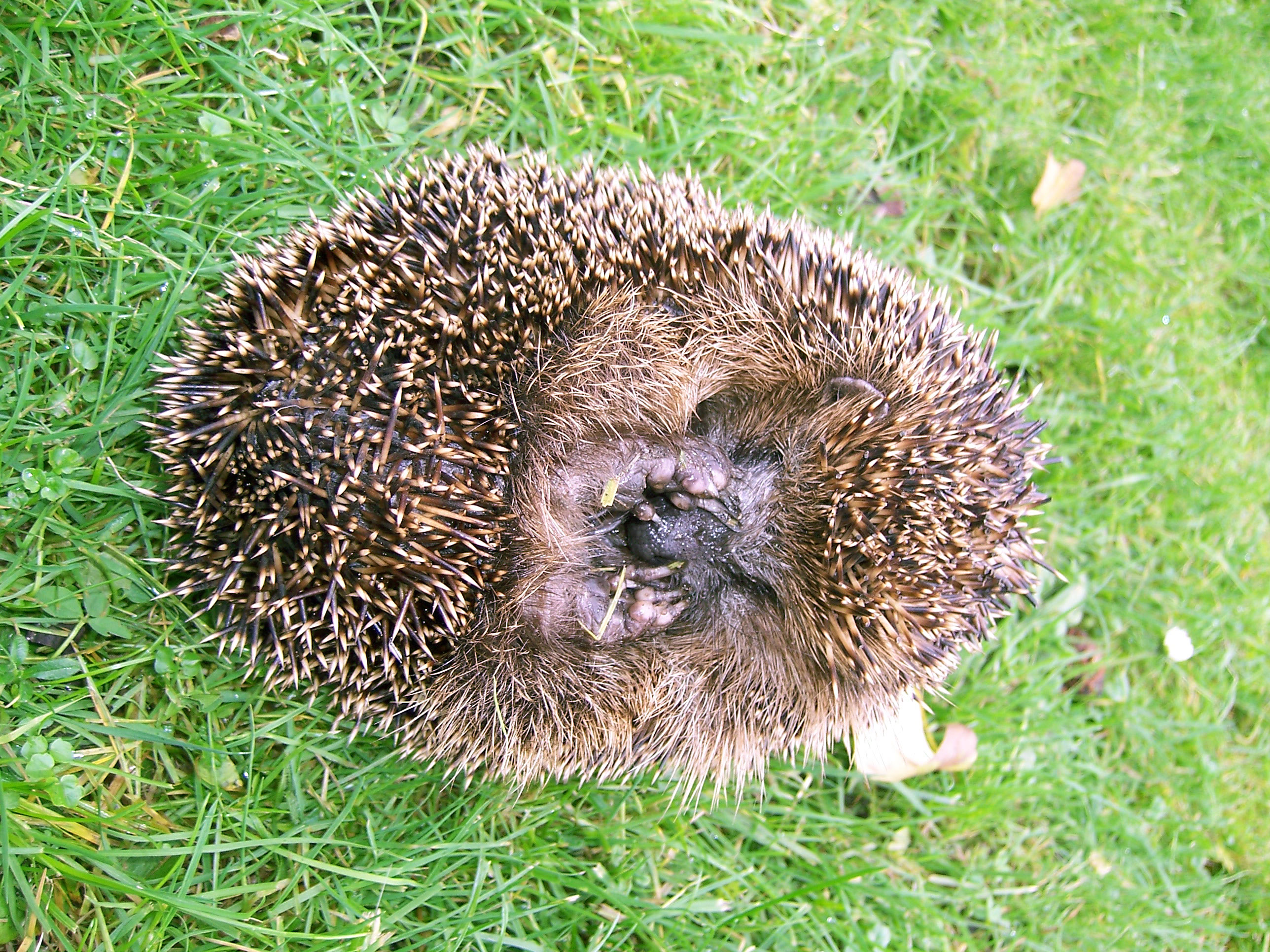
Igelkott med ihoprullad kropp.

De flesta människor känner till igelkottens förmåga att rulla ihop sig till ett taggigt klot. Vid denna procedur samverkar flera olika muskler i igelkottens kropp. Det finns till exempel muskler vid varje tagg (Musculus arrector pili) som reser taggen. Igelkottar rullar inte alltid ihop sig när de känner sig hotade. Ibland gömmer de bara ansiktet eller höjer bara taggarna på hjässan.
Igelkotten kan inte förflytta sig självständigt (rulla framåt) när den intar formen som liknar en boll.

### Vinterdvala

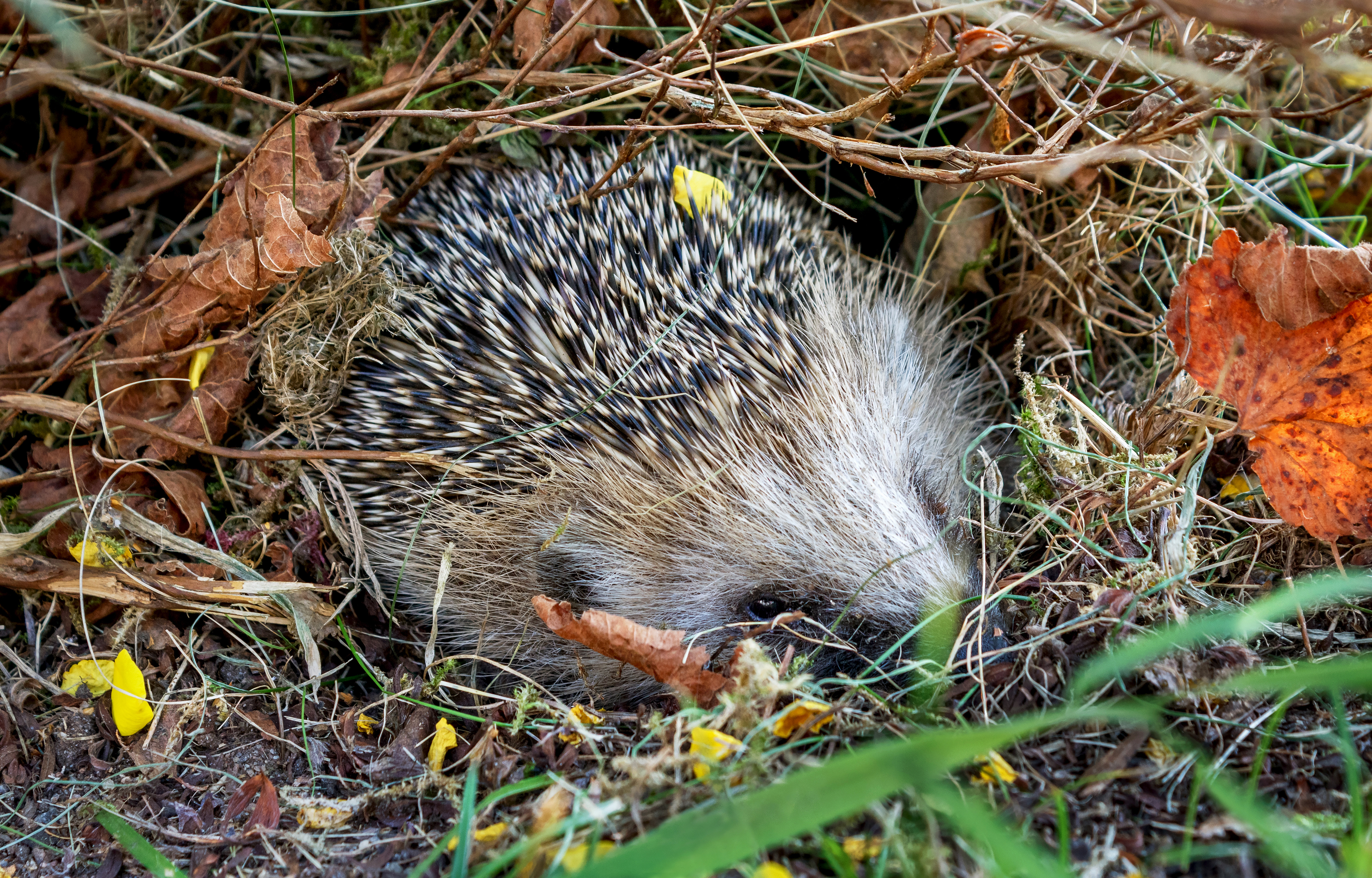
Igelkott på hösten i det bo den börjat göra i ordning under en buske i Brastad

Igelkotten ligger i dvala på vintern, men vaknar ibland. Under tiden med mindre tillgång till föda sover djuret fem till sex månader (norr om ekvatorn från oktober eller november till april) i ett skyddat klotformigt bo eller i högar av kvistar och löv. Artens ämnesomsättning är starkt reducerad under tiden. Kroppstemperaturen sjunker från cirka 36 till 8 °C, andningsfrekvensen ligger vid en till två gånger per minut och hjärtat slår ungefär fem gånger per minut. Under vinterdvalan förlorar igelkotten mellan 17 och 26 procent av sin vikt. För att överleva vintern måste djuret väga minst 500 gram innan vinterdvalan börjar. När lufttemperaturen är 15 °C vaknar igelkotten.
Individer som hålls i fångenskap går inte i ide.

### Fortplantning

#### Parningsbeteende
Igelkottarnas parningstid börjar redan vid slutet av april eller i maj och sträcker sig fram till augusti. Hanar vandrar långa sträckor under letandet efter en hona som är beredd till parning. Hittar hanen en hona som han antar är parningsberedd går han med stort tålamod runt honan. Är honan inte intresserad vänder hon bakkroppen med uppåtriktade taggar mot hanen. Hon slår även mot hanens huvud under flåsande och gnällande läten. Rörelserna som igelkottarna uppvisar under dessa "strider" är så påfallande att de ibland betecknas som "igelkottkarusell". Dessa karuseller kan pågå flera timmar.. När en annan hane lägger sig i tvisten, utnyttjar honan oftast hanarnas rivalitet till att fly.
Trots taggarna använder igelkottar den parningsställning som är vanlig för de flesta däggdjur. Hanen bestiger honans rygg. Honan pressar under parningen kroppen mot marken och håller samtidigt taggarna tätt intill kroppen. Själva parningsleken pågår flera timmar med några vilopauser. Om hanen efteråt bestämmer sig att stanna i honans närhet blir han kort före förlossningen bortdriven med bett. Vanligare är att hanar kort efter parningen lämnar honan för att leta efter andra honor som är parningsvilliga.

#### Perioden som unge

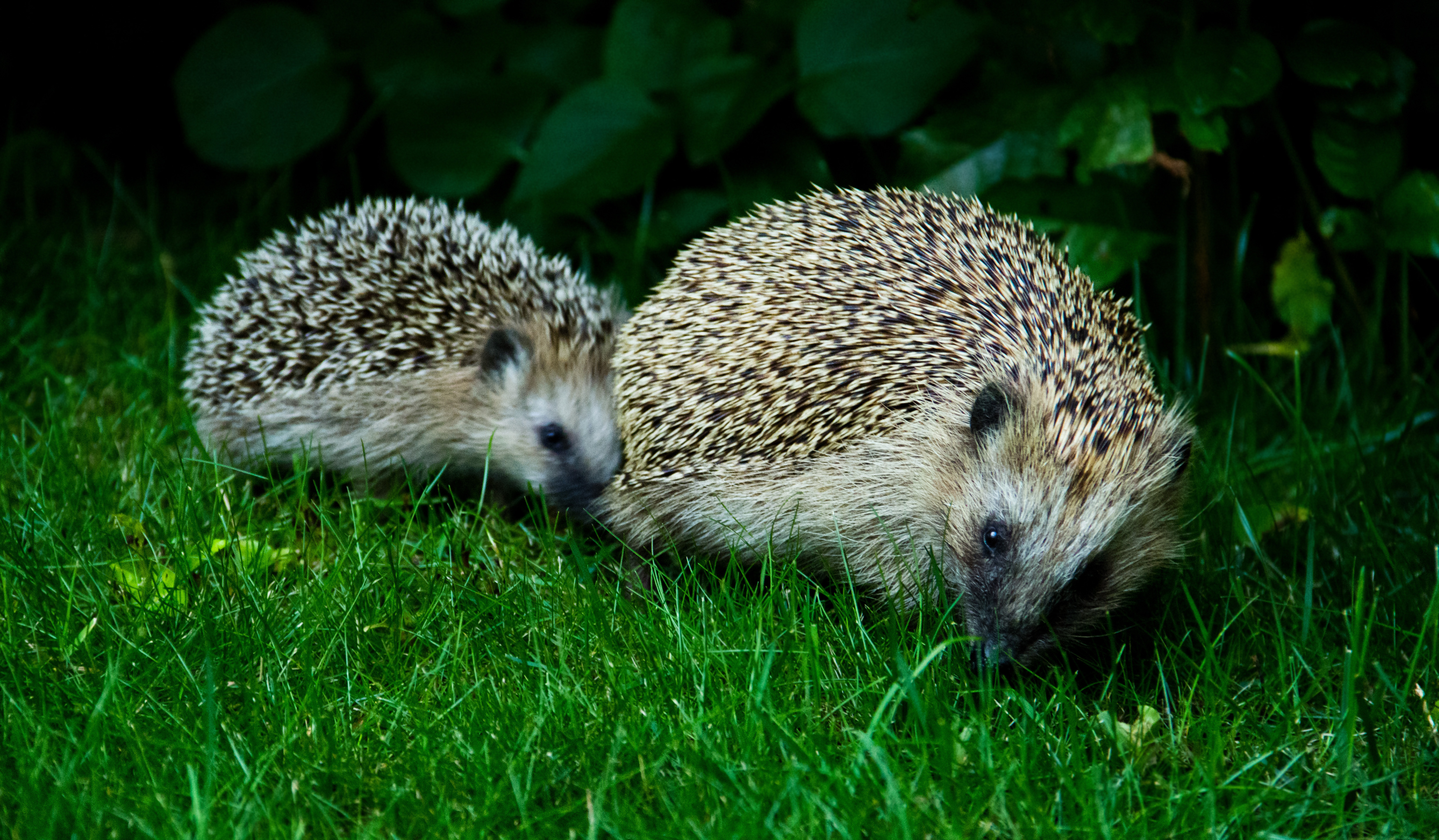
En unge försöker komma åt mammans spenar.

Efter dräktigheten som varar i ungefär 35 dagar föder honan mellan juni och september sina ungar. De flesta ungarna föds i augusti. I Centraleuropa kommer 61 procent av alla ungdjur till världen under denna månad. Som boplats används ett stort bo av torrt gräs, gammalt löv och mossa som byggs cirka en dag före förlossningen. Ofta utnyttjas ställen som är skyddade för regn som håligheter i träd, täta rishögar, högar med trä, eller hålrum under stugor eller lådor. Igelkottar väger vid födelsen mellan 12 och 25 gram och har ögonen och öronen förslutna. En hona som känner sig störd vid förlossningen lämnar sina ungar eller äter upp dem. Först efter några timmar ändrar hon sitt beteende vid störningar och bär sina ungar till ett annat bo. Nyfödda igelkottar har cirka 100 vita taggar, som i början är inbäddade i djurets rosafärgade hud. Redan under de första veckorna växer allt mer taggar med den typiska brun-vita färgen. Ungefär 14 dagar efter födelsen öppnar igelkottar sina ögon för första gången och efter cirka 21 dagar får de sina mjölktänder. Dessa byts efter två till tre månader stegvis till blivande tänder. När ungarna är över tre veckor gamla lämnar de ibland sitt bo för att leta efter föda. Efter ungefär sex veckor slutar honan att ge di. Vid denna tidpunkt väger ungdjuren mellan 200 och 250 gram. Efter ungefär nio månader blir ungarna könsmogna.

#### Kullen
I Nord- och Centraleuropa föder igelkottar vanligtvis bara en gång om året. Förlorar de den första kullen kan de på sensommaren föda nya ungar, men för dessa ungar är chansen liten att de överlever vinterhalvåret. Dessa har vanligtvis inte tillfredsställande fettreserv för att vakna från vinterdvalan. I varmare delar av utbredningsområdet har igelkottar möjligheten att uppfostra två kullar om året. Ungarnas antal i kullen varierar mellan två och tio. I genomsnitt kommer fyra eller fem ungar till världen. Allmänt har honor av igelkottar inte tillräcklig mängd mjölk för mer än fem ungar. Är vädret för kallt eller för torrt så att honan inte hittar tillräcklig föda, är även den genomsnittliga kullen hotad. Den brittiska igelkottexperten Pat Morris uppskattar att en hona lyckas uppfostra bara två till tre ungar per år.

### Fiender, sjukdomar och livslängd

#### Naturliga fiender

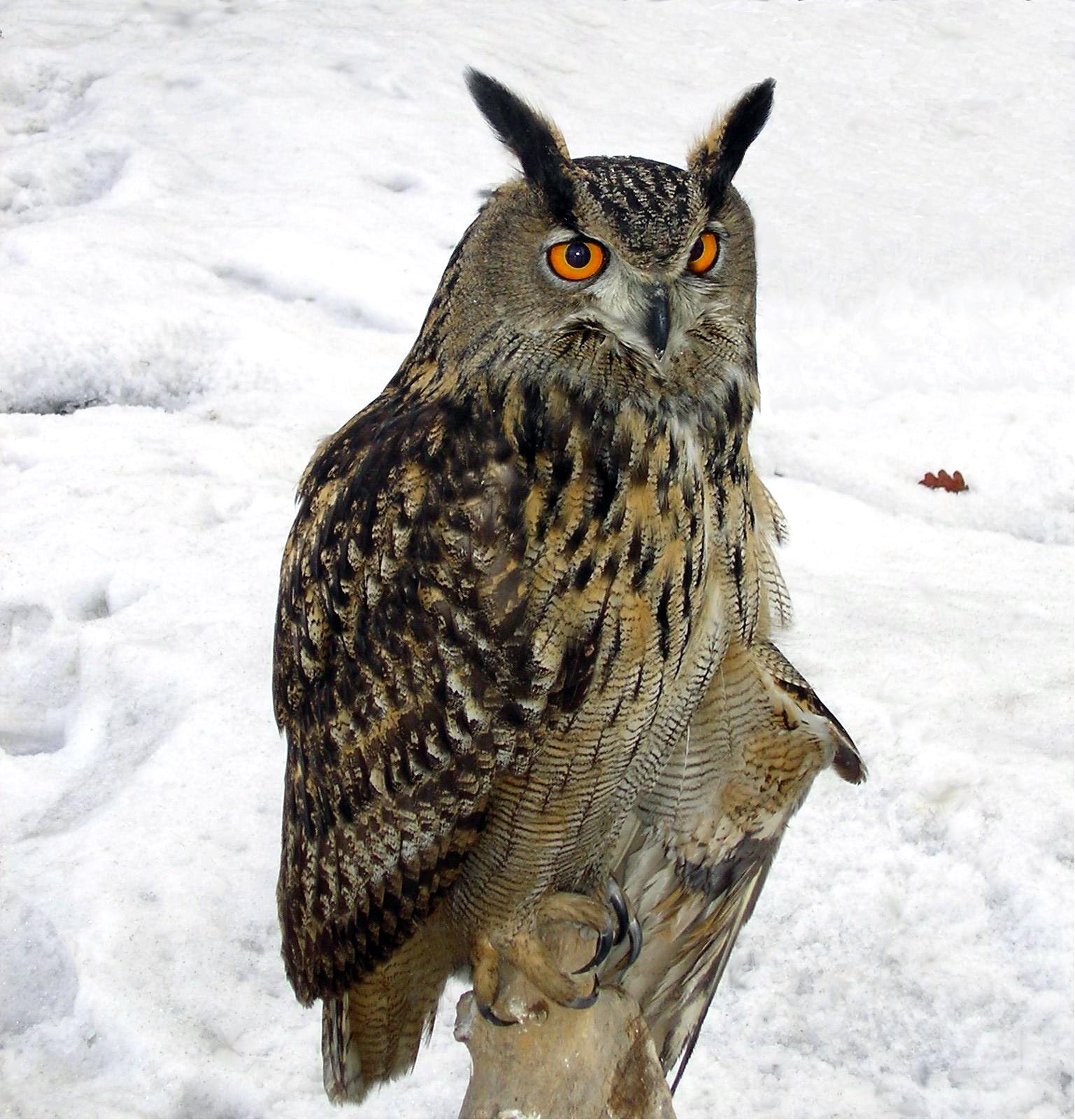
Berguven utgör en naturlig fiende till igelkotten.

Även när igelkotten är helt ihoprullad är den inte fullständigt skyddad mot fiender. Till igelkottens naturliga fiender hör rovdjur som mård och räv. Kungsörn och berguv har tillräckligt långa och kraftiga klor för att döda en igelkott när den är helt ihoprullad. Även grävling har den styrka som krävs för att öppna en ihoprullad igelkott. Berguv och grävling är därför i Centraleuropa de största fienderna för igelkotten.
Sjuka igelkottar och djur som drabbas av svält saknar vanligen förmåga att helt rulla ihop sig. Dessutom letar hungriga igelkottar på dagen efter föda. Dessa individer blir ofta byte åt mård, iller eller vildsvin och måste uthärda attacker av kråkor och skator. De hotas ibland även av tamhundar.

#### Sjukdomar
Igelkotten lider i stor utsträckning av parasiter. Till endoparasiterna räknas maskliknande djur som Crenosoma striatum och släktet Capillaria samt djur av ordningen Coccidia som Isospora rastegaievae. Ektoparasiterna utgörs huvudsakligen av loppor som ”igelkottloppan” (Archaeopsylla erinacei), fästingar och andra kvalster. Allmänt gäller att igelkottar som lider svält är känsligare mot parasiter än mätta individer. Hungriga igelkottar kan till och med dö av dessa snyltdjur. Bland infektionssjukdomar spelar salmonella en större roll och svenska forskare har också funnit att upp till 60% av igelkottarna bär på meticillinresistenta stafylokocker . Däremot drabbas igelkotten mycket sällan av rabies och den överför inte heller mul- och klövsjukan.

#### Livslängd
Hittills saknas den information som krävs för att ge ett tillfredsställande svar angående igelkottens livslängd. Det är bevisat att igelkottar i naturen har blivit sju år gamla. I fångenskap har igelkottar nått en ålder på över tio år. Däremot når bara ett litet fåtal av alla nyfödda ungar en liknande ålder. Det har visat sig att dödligheten hos unga igelkottar är mycket hög. Av en kull med fem ungar dör vanligtvis en unge innan den kan lämna boet. Av tio ungar överlever bara en eller två det första levnadsåret. Av de kvarblivande ungarna blir bara 50 procent äldre än två år.

## Igelkotten och människan

### Status och hot

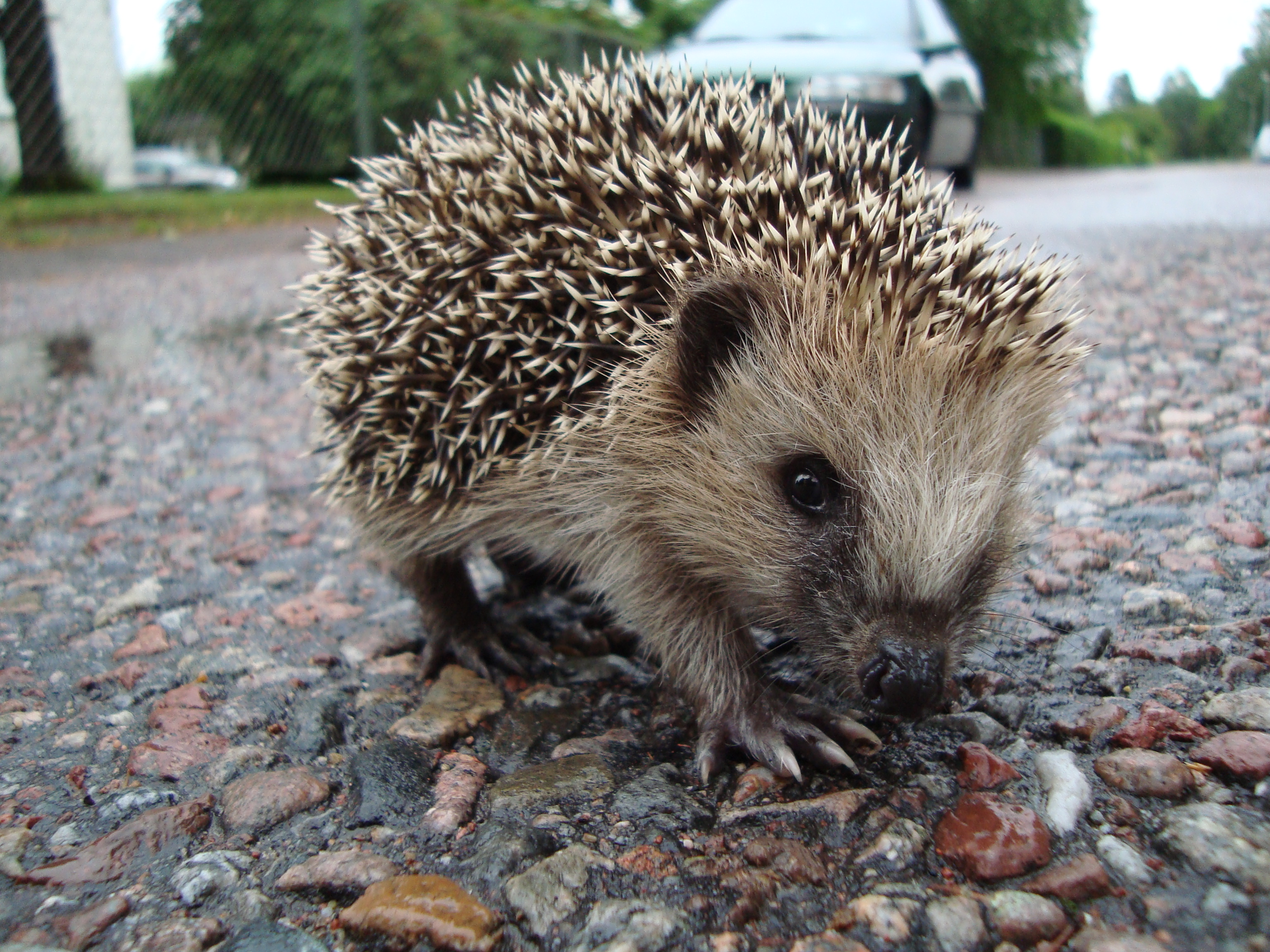
Igelkottar korsar ofta gator och vägar.

De största hoten för igelkotten utgörs av förändringar i djurets levnadsområde som har åstadkommits av människan. Till exempel dödas i Tyskland varje år 500 000 igelkottar på landets olika vägar. I flera regioner blev igelkotten sällsynt på grund av bebyggelse och lantbruksmetoder som kräver större ytor. Förstöringen av igelkottens habitat har även medfört isolering av de olika populationerna. Exempelvis kan igelkotten i ett visst område förekomma med flera exemplar men den kommer inte åt att para sig med individer från ett område så nära som på andra sidan av en trafikled. Dessa grupper blir mindre friska och förlorar motstånd mot sjukdomar på grund av det uteblivna genutbytet. Populationerna blir på så sätt lätt offer för epidemier.
Uppskattningar angående igelkottens bestånd saknas i de flesta europeiska länderna. IUCN listar inte igelkotten bland de hotade arterna, men djuret är rödlistat i olika europeiska stater eller delstater. I Finland är den dock klassificerad som livskraftig (LC).

### Sagor, folktro och som symbol
Igelkotten förekommer i olika sagor och i folktron hos olika folkslag. Särskilt känd är sagan om haren och igelkotten från bröderna Grimms sagosamling, där en hare blir överlistad på grund av att han inte kan skilja mellan en igelkott av hankön och en igelkott av honkön.
I konsten är igelkotten ofta en symbol för trygghet.
I folktron betyder igelkotten ibland tur och ibland otur. I svensk folktro ansågs igelkotten vara lyckobringande. Bönderna ville därför gärna ha igelkottar på sin gård, för då växte det bättre på åkrarna och husdjuren mådde bra. Igelkotten vakade också över gårdens säkerhet ungefär som en gårdstomte. Dessa goda egenskaper gjorde att man inte fick döda en igelkott. Även hos sinti och romer anses igelkotten vara ett lyckodjur. Udmurter betraktar däremot en död igelkott som ett tecken på annalkande död. I Nordtyskland har en uppfattning funnits, att en igelkott i ladugården ger korna sjuka juver.
Igelkotten är Gotlands landskapsdjur.

### Användning inom folkmedicin
I Sverige använde man förr igelkottens taggar som bot mot tandvärk: om man petade med en tagg på den värkande tanden skulle värken försvinna direkt. Man betraktade också igelkottens fett som ett universalläkemedel och i igelkottens hjärta fanns en liten sten som skänkte evig hälsa. I Frankrike användes tidigare igelkottens taggar i kärlekstrolldom. Aska av brända igelkottar har nyttjats för att motverka epilepsi, ödem, urininkontinens och olika hästsjukdomar. Det skedde även försök att hejda njur- och urinstenar med torkat igelkottsblod. Igelkottsfett var ett medel mot benbrott och öppna sår. En blandning av fett från igelkott och rödräv på en pinne skulle samla husets loppor på ett begränsat ställe. Igelkottens lever utnyttjades som medicin mot njursjukdomar och kramp.

### Igelkott som mat
I flera regioner i Europa använder eller har man använt igelkottens kött som mat. I Centraleuropa påstås att sinti och romer äter igelkottkött. De inre organen avlägsnas, varefter ett skikt av fuktig lera fästs runt igelkotten som sedan steks över öppen eld. Efter att djuret blivit grillat tar man bort den torkade leran, som innehåller alla taggar.
Även andra folkslag har ätit igelkottar. På 400-talet stod djuret på matsedeln hos romarna och under 1400-talet ingick djuret i det engelska köket.

### Hjälp för igelkottar

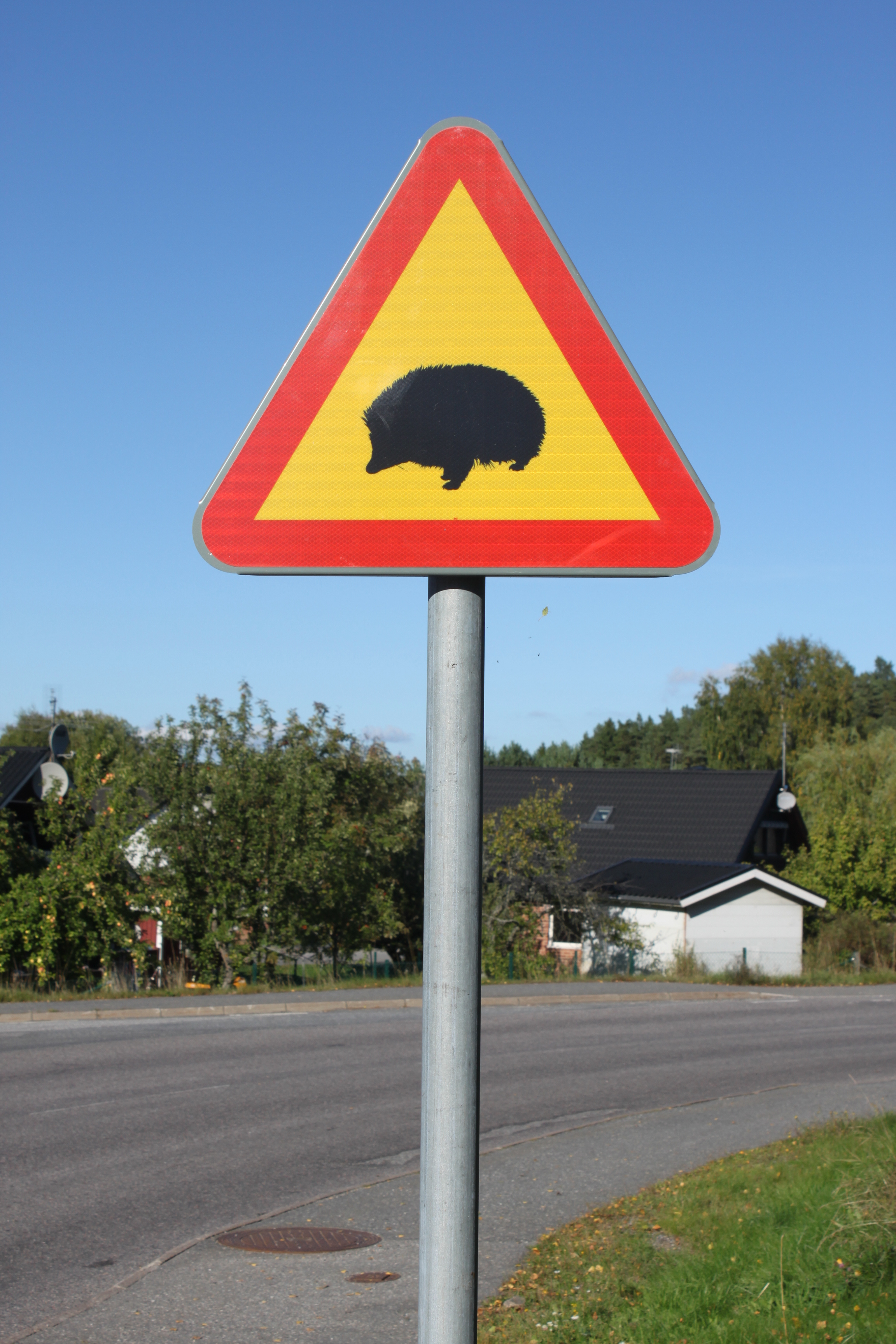
Vägmärke som varning för igelkott.

I de flesta europeiska länder är det förbjudet att fånga eller döda igelkottar. Undantaget är sjuka och sårade igelkottar, unga osjälvständiga igelkottar som har förlorat sin moder och igelkottar som lider av svält under sensommaren så att det är osannolikt att de överlever vinterhalvåret.
För personer som har mindre kännedom om djuret är det oftast svårt att bedöma om en igelkott är sjuk eller skadad respektive om en unge redan är självständig eller inte. Om en igelkott under dagen vistas i ett oskyddat område är det inte självklart att den behöver hjälp. Oftast krävs längre observationer för att bedöma situationen rätt. Unga igelkottar behöver bara hjälp när de under högsommaren väger mindre än 200 gram och när de under loppet av en timme inte får sällskap av ett vuxet djur. Vid slutet av september ska en ung igelkott minst väga 450 gram; en lägre vikt är (enligt undersökningar av Pat Morris) ett säkert tecken på att igelkotten inte har någon chans att överleva vintern. Bara under dessa förutsättningar är det rimligt att vårda igelkotten i sitt hem tills det under våren är möjligt att återlämna den till naturen. Man kan tala med en veterinär eller en hjälporganisation för igelkottar innan man inleder vården. Betänk att det i Sverige är förbjudet för privatpersoner att hålla ett vilt djur i mer än 48 timmar. Igelkotten är inte heller något sällskapsdjur och det krävs kännedom om ämnet, tålamod och pengar för att lyckas med uppgiften.
Information om vård av igelkottar hittas hos olika hjälporganisationer eller rådgivningsböcker.